# СК-3

Схема комбайна

СК-3 — советский зерноуборочный комбайн, созданный ГСКБ по самоходным зерновым комбайнам и машинам для уборки хлопка в городе Таганроге под руководством Ханаана Изаксона.

## История
Первый опытный образец СК-3 был построен в феврале 1956 года. С 1958 года серийно выпускался на заводах: Таганрогский комбайновый завод, Ростсельмаш, Красноярский завод комбайнов. СК-3 был удостоен диплома Брюссельской выставки, он был первым советским комбайном, оборудованным гидроусилителем руля. Выпускались следующие модификации:
- СК-3 - базовая модель, выпущено 246339 шт. в 1957-1965 г.
- СКП-3 - на полугусеничном ходу, выпущено 2265 шт. в 1958-1961 г.
- СКГ-3 - на гусеничном ходу, выпущено 9062 шт. в 1958-1965 г. (завод Дальсельмаш)
- СКПР-3 - полугусеничный рисозерноуборочный комбайн, выпущено 1011 шт. в 1959-1962 г.
- СКМ-3 - с дополнительной очисткой вместо бункера и сбором зерна в мешки, выпущено 214 шт. в 1958- 1959 г. на экспорт.

Всего было выпущено 258891 комбайн. Производство СК-3 было закончено в Таганроге и на Ростсельмаше в начале 1962 года, а в Красноярске — в начале 1964 года. Ему на смену пришёл комбайн СК-4, являвшийся дальнейшим развитием СК-3.
Технические характеристики:
- захват жатки — 3,2, 4,1 и 5 м
- пропускная способность — 3 кг/с
- мощность двигателя — 65 л. с.
- бункер — 1,6—1,8 м³